# Kneteisen
Kneteisen ist eine Hofschaft in der bergischen Stadt Haan in Deutschland.

## Lage und Beschreibung
Die Hofschaft liegt im Osten der Stadt Haan oberhalb des Ittertals an der Stadtgrenze zu Solingen, dessen Ortschaft Sonnenschein unmittelbar angrenzt. Weitere benachbarte Ortsteile Kneteisens sind Bellekuhl, Nachbarsberg, Zwengenberg sowie Mittelitter, Igelsforst und Widerschein auf Solinger Stadtgebiet.

## Geschichte
Das 1537 als Auf dem Knetyser urkundlich erstmals erwähnte Kneteisen war in der Frühen Neuzeit Teil der Mittelhonschaft Haan im bergischen Amt Solingen. Spätestens bis 1618 war das Hofgut der Hildener Vikarie abgabepflichtig. 1581 wurde ein Schleipkothen im Knetiser Banden erwähnt, der an der Itter lag.
Mit 48 Kölnischen Morgen (ca. 15 ha) inkl. sieben Morgen Wald gehörte Kneteisen 1731 zu den größeren Haaner Höfen. 1809 wohnten elf Personen auf dem Hof, 1830 dreizehn. 1876 entlief ein Leopard aus einer Wandermenagerie der Elberfelder Kirmes, der von der Haaner Bürgerschaft in einer Scheune des Hofguts erschossen wurde. Seitdem trägt der Hof den Beinamen Leopardenhof. Bis 2006 wehte eine Wetterfahne in Form einer Raubkatze auf der Scheune.
Am 21. November 1944 landete der kanadische Flight Lieutenant Albert Edward Steeves schwer verletzt mit seinem Fallschirm in unmittelbarer Nähe von Gut Kneteisen. Steeves war Pilot des englischen Bombenflugzeugs Handley Page Halifax mit der Seriennummer NP810 und Kennung EQ-H, welches zuvor von einem deutschen Nachtjäger angeschossen und kurz danach in Hochdahl-Trills aufgeschlagen ist. Noch am gleichen Abend wurde Steeves ins Haaner Sankt-Josefs-Krankenhaus gebracht, von wo aus er zwei Wochen später in Kriegsgefangenschaft ging. Er überlebte den Krieg und starb 1986 in Kanada.
Im Gemeindeverzeichnis von 1895 wird Kneteisen als Haaner Ort im Landkreis Mettmann geführt.